# Glambeck (Löwenberger Land)
Glambeck ist ein Ortsteil der Gemeinde Löwenberger Land im Norden des Landes Brandenburg.

## Geographie

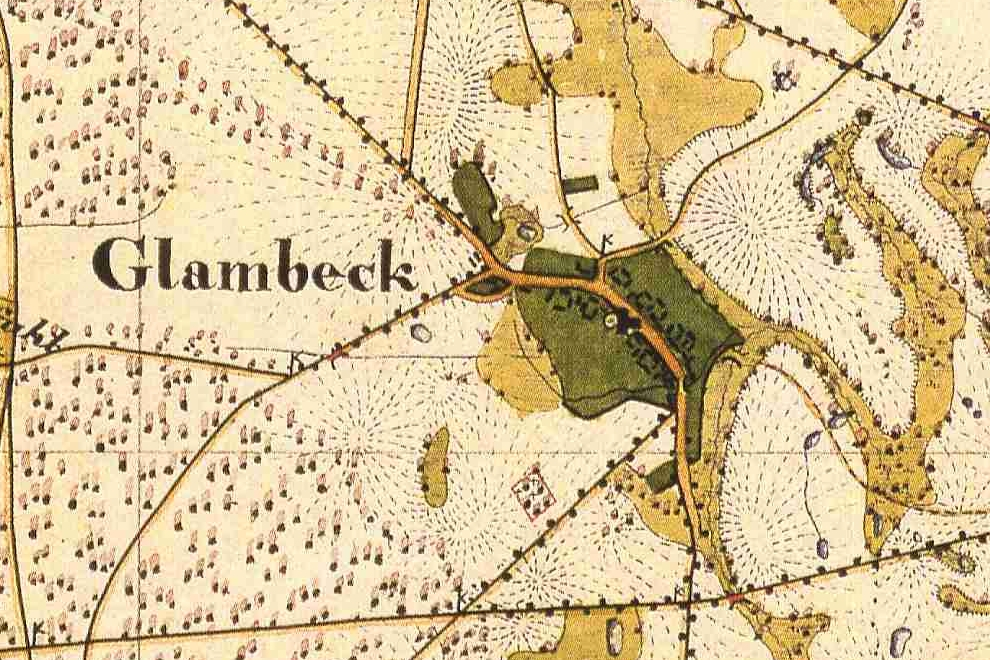
Glambeck auf einem Messtischblatt der Preußischen Uraufnahme von 1825

Glambeck liegt im Süden des Naturraums der Granseer Platte. Es grenzt im Norden an die Gemeinde Sonnenberg und die Stadt Gransee, im Osten an den Ortsteil Großmutz, im Süden an die Ortsteile Hoppenrade und Grieben sowie im Westen an die Gemeinde Vielitzsee im Landkreis Ostprignitz-Ruppin. Im Süden befindet sich das Naturschutzgebiet Harenzacken.

## Geschichte
Glambeck wurde 1348 als Glambeke erstmals urkundlich erwähnt. Der Name des Ortes geht auf das slawische Wort glamb mit der Bedeutung tief zurück und weist auf ein tiefes Stehgewässer in der Nähe hin. In der Folgezeit fiel das Dorf wüst. Um 1530 kam Glambeck an das Zisterzienserinnenkloster Lindow. Nach der Säkularisation des Klosters gehörte es bis zur Aufhebung der Grundherrschaft zu den landesherrlichen Ämtern Lindow (bis 1765), Friedrichsthal (bis 1819) und Alt Ruppin (bis 1872). 1574 gab es in Glambeck ein Schulzengut. Die wüste Feldmark wurde von Bauern aus umliegenden Dörfern genutzt. 1690 wurde die Feldmark von Glambeck mit Familien aus der Schweiz besiedelt. Im Zuge dessen wurde eine reformierte Kirche errichtet.
Im Jahr 1800 gab es in Glambeck einen Krug. 1843 hatte Glambeck die Struktur eines Straßendorfes. Im Jahr 1900 bildete Glambeck eine Landgemeinde mit 780 ha Fläche im Kreis Ruppin der Provinz Brandenburg. In den Jahren 1900/01 wurde ein neues Gotteshaus im neugotischen Backsteinstil gebaut und eingeweiht.
Im November 1938 wurde auf dem Dorfplatz von Glambeck der Besitz der jüdischen Kaufmannsfamilie Labe öffentlich verbrannt, woran heute ein Gedenkstein erinnert. Labes wurden später im KZ Auschwitz ermordet.
Nach dem Zweiten Weltkrieg wurde 1946 im Rahmen der Bodenreform in der Sowjetischen Besatzungszone 89 ha Bodenfläche aufgeteilt. Seit der Verwaltungsreform von 1952 gehörte Glambeck zum Kreis Gransee des Bezirks Potsdam. Die erste Landwirtschaftliche Produktionsgenossenschaft wurde 1953 gegründet, eine weitere folgte.
Von 1992 bis 1997 wurde die Gemeinde Glambeck durch das Amt Löwenberg verwaltet und wurde 1993 Teil des neuen Landkreises Oberhavel. Am 31. Dezember 1997 wurde das Amt Löwenberg aufgelöst und Glambeck schloss sich mit neun weiteren Gemeinden zur neuen Gemeinde Löwenberger Land zusammen. Glambeck bildet seitdem einen Ortsteil.

## Einwohnerentwicklung
Die folgende Tabelle zeigt die Einwohnerentwicklung von Glambeck zwischen 1875 und 1996 im Gebietsstand des jeweiligen Stichtages:
| Stichtag      | Einwohner | Bemerkungen                         |
| ------------- | --------- | ----------------------------------- |
| 1. Dez. 1875  | 238       | Volkszählung                        |
| 1. Dez. 1890  | 202       | Volkszählung                        |
| 1. Dez. 1910  | 239       | Volkszählung                        |
| 16. Juni 1925 | 234       | Volkszählung                        |
| 16. Juni 1933 | 233       | Volkszählung                        |
| 17. Mai 1939  | 193       | Volkszählung                        |
| 29. Okt. 1946 | 314       | Volkszählung                        |
| 31. Aug. 1950 | 287       | Volkszählung                        |
| 31. Dez. 1964 | 199       | Volkszählung                        |
| 1. Jan. 1971  | 187       | Volkszählung                        |
| 31. Dez. 1981 | 146       | Volkszählung                        |
| 3. Okt. 1990  | 129       | Tag der Deutschen Einheit           |
| 31. Dez. 1996 | 136       | letzter Stichtag vor Gemeindefusion |

## Trivia
Bundesweite Bekanntheit erlangte Glambeck im Sommerloch des Juli 2016 durch den als „Problemstorch“ (vgl. Problembär) bekannt gewordenen Weißstorch Ronny, der dazu neigt, sein Spiegelbild, das er auf Fensterscheiben und dunklem Autolack sieht, mit seinem Schnabel anzugreifen. Die Bewohner entschieden sich daraufhin für verzweifelte Maßnahmen wie das Parken von Autos in Garagen anstatt im Freien und das Aufhängen von Bettlaken vor den Fenstern. Erklären lässt sich das Verhalten des Tieres mit extremem Konkurrenzverhalten während Balz gegenüber anderen Storchmännchen, die er in sich spiegelnde Flächen zu erkennen glaubt. Ende August verließ Ronny Glambeck, in dem er seit Mitte Mai gewütet hatte. Ende April 2017 tauchte der Storch jedoch erneut im Ort auf. Dieses Mal wurden keinerlei Angriffe bekannt, was darauf zurückzuführen war, dass Ronny eine Partnerin gefunden hatte und sich im Gegensatz zum vorherigen Jahr auch um sie kümmerte. Zudem hinkte er deutlich.